# Vuelta a Portugal 2025
La 86.ª edición de la Vuelta a Portugal tuvo lugar del 6 de agosto al 17 de agosto de 2025 a lo largo de 1581 kilómetros en total. La prueba fue organizada por la Federación Portuguesa de Ciclismo y perteneció al calendario de la UCI Europe Tour 2025 en categoría 2.1. Se componía de un prólogo, contrarreloj individual, 9 etapas en línea y una décima etapa también contrarreloj.

## Equipos participantes
En la edición de 2025 participaron un total de 15 equipos, 2 de categoría ProTeam y 13 de categoría continental.
| ProTeams (2)- Caja Rural-Seguros RGA - Israel-Premier Tech Equipos continentales (14)- Anicolor/Tien 21 - Tavfer-Ovos Matinados-Mortágua - Rádio Popular-Paredes-Boavista - GI Group Holding-Simoldes-UDO - Feirense-Beeceler - Efapel Cycling - Aviludo-Louletano-Loulé Concelho - AP Hotels & Resorts-Tavira-SC Farense - Credibom-LA Alumínios-Marcos Car - Illes Balears Arabay - Atom 6 Bikes-Decca Continental Team - Petrolike - Project Echelon Racing - Team Skyline |
| |

## Etapas
La Vuelta a Portugal se compuso de 10 etapas y un prólogo para un recorrido total de 1581 km.
| Etapa      | Fecha     | Recorrido                     | type                    | Distancia (km) | Desnivel (m) | Ganador          | Líder       |
| ---------- | --------- | ----------------------------- | ----------------------- | -------------- | ------------ | ---------------- | ----------- |
| Prólogo    | 6 de ago  | Maia – Maia                   | contrarreloj individual | 3,4            | 124 m        | Rafael Reis      | Rafael Reis |
| 1.ª etapa  | 7 de ago  | Viana do Castelo – Braga      | etapa de montaña        | 162,3          | 2312 m       | Nicolás Tivani   | Rafael Reis |
| 2.ª etapa  | 8 de ago  | Felgueiras – Fafe             | etapa escarpada         | 167,9          | 2591 m       | Pau Martí        | Pau Martí   |
| 3.ª etapa  | 9 de ago  | Boticas – Braganza            | etapa escarpada         | 185,2          | 3105 m       | Hugo Nunes       | Pau Martí   |
| 4.ª etapa  | 10 de ago | Braganza – Mondim de Basto    | etapa de montaña        | 176,5          | 3625 m       | Byron Munton     | Artem Nych  |
| 5.ª etapa  | 11 de ago | Lamego – Viseo                | etapa de montaña        | 155,5          | 2388 m       | Brady Gilmore    | Artem Nych  |
|            | 12 de ago | Día de descanso               | Día de descanso         |                |              |                  |             |
| 6.ª etapa  | 13 de ago | Águeda – Guarda               | etapa escarpada         | 175,2          | 3676 m       | Brady Gilmore    | Artem Nych  |
| 7.ª etapa  | 14 de ago | Sabugal – Torre               | etapa de montaña        | 179,3          | 3381 m       | Jonathan Caicedo | Artem Nych  |
| 8.ª etapa  | 15 de ago | Ferreira do Zêzere – Santarém | etapa escarpada         | 178,2          | 1471 m       | Rotem Tene       | Artem Nych  |
| 9.ª etapa  | 16 de ago | Alcobaça – Alenquer           | etapa de montaña        | 174,4          | 2137 m       | Nicolás Tivani   | Artem Nych  |
| 10.ª etapa | 17 de ago | Lisboa – Lisboa               | contrarreloj individual | 16,7           | 49 m         | Rafael Reis      | Artem Nych  |

## Desarrollo de la carrera

### Prólogo[3]
| Maia - Maia | contrarreloj individual | (3,4 km) |

| \| Clasificación de la etapa \| Clasificación de la etapa \| Clasificación de la etapa \| Clasificación de la etapa \| Clasificación de la etapa \| \| Ciclista \| Ciclista \| Equipo \| Tiempo \| \| \| ------------------------- \| ------------------------- \| ------------------------------------- \| ------------------------- \| ------------------------- \| \| 1.º \| Rafael Reis \| Anicolor/Tien 21 \| 3 min 51 s \| \| \| 2.º \| Iúri Leitão \| Caja Rural-Seguros RGA \| + 3 s \| \| \| 3.º \| Jens Verbrugghe \| Israel Premier Tech Academy \| + 4 s \| \| \| 4.º \| Daniel Dias \| Rádio Popular-Paredes-Boavista \| + 7 s \| \| \| 5.º \| Artem Nych \| Anicolor/Tien 21 \| + 7 s \| \| \| 6.º \| Carlos Salgueiro \| AP Hotels & Resorts-Tavira-SC Farense \| + 7 s \| \| \| 7.º \| Pau Martí \| Israel Premier Tech Academy \| + 9 s \| \| \| 8.º \| Brady Gilmore \| Israel Premier Tech Academy \| + 9 s \| \| \| 9.º \| Tiago Antunes \| Efapel Cycling \| + 10 s \| \| \| 10.º \| Zac Marriage \| Israel Premier Tech Academy \| + 10 s \| \| |                  |                                       |            |
| |                  |                                       |            |
| |                  |                                       |            |
| Clasificación de la etapa |                  |                                       |            |
| Ciclista | Ciclista         | Equipo                                | Tiempo     |
| 1.º | Rafael Reis      | Anicolor/Tien 21                      | 3 min 51 s |
| 2.º | Iúri Leitão      | Caja Rural-Seguros RGA                | + 3 s      |
| 3.º | Jens Verbrugghe  | Israel Premier Tech Academy           | + 4 s      |
| 4.º | Daniel Dias      | Rádio Popular-Paredes-Boavista        | + 7 s      |
| 5.º | Artem Nych       | Anicolor/Tien 21                      | + 7 s      |
| 6.º | Carlos Salgueiro | AP Hotels & Resorts-Tavira-SC Farense | + 7 s      |
| 7.º | Pau Martí        | Israel Premier Tech Academy           | + 9 s      |
| 8.º | Brady Gilmore    | Israel Premier Tech Academy           | + 9 s      |
| 9.º | Tiago Antunes    | Efapel Cycling                        | + 10 s     |
| 10.º | Zac Marriage     | Israel Premier Tech Academy           | + 10 s     |

| \| Clasificación general \| Clasificación general \| Clasificación general \| Clasificación general \| Clasificación general \| \| Ciclista \| Ciclista \| Equipo \| Tiempo \| \| \| --------------------- \| --------------------- \| ------------------------------------- \| --------------------- \| --------------------- \| \| 1.º \| Rafael Reis \| Anicolor/Tien 21 \| 3 min 51 s \| \| \| 2.º \| Iúri Leitão \| Caja Rural-Seguros RGA \| + 3 s \| \| \| 3.º \| Jens Verbrugghe \| Israel Premier Tech Academy \| + 4 s \| \| \| 4.º \| Daniel Dias \| Rádio Popular-Paredes-Boavista \| + 7 s \| \| \| 5.º \| Artem Nych \| Anicolor/Tien 21 \| + 7 s \| \| \| 6.º \| Carlos Salgueiro \| AP Hotels & Resorts-Tavira-SC Farense \| + 7 s \| \| \| 7.º \| Pau Martí \| Israel Premier Tech Academy \| + 9 s \| \| \| 8.º \| Brady Gilmore \| Israel Premier Tech Academy \| + 9 s \| \| \| 9.º \| Tiago Antunes \| Efapel Cycling \| + 10 s \| \| \| 10.º \| Zac Marriage \| Israel Premier Tech Academy \| + 10 s \| \| |                  |                                       |            |
| |                  |                                       |            |
| |                  |                                       |            |
| Clasificación general |                  |                                       |            |
| Ciclista | Ciclista         | Equipo                                | Tiempo     |
| 1.º | Rafael Reis      | Anicolor/Tien 21                      | 3 min 51 s |
| 2.º | Iúri Leitão      | Caja Rural-Seguros RGA                | + 3 s      |
| 3.º | Jens Verbrugghe  | Israel Premier Tech Academy           | + 4 s      |
| 4.º | Daniel Dias      | Rádio Popular-Paredes-Boavista        | + 7 s      |
| 5.º | Artem Nych       | Anicolor/Tien 21                      | + 7 s      |
| 6.º | Carlos Salgueiro | AP Hotels & Resorts-Tavira-SC Farense | + 7 s      |
| 7.º | Pau Martí        | Israel Premier Tech Academy           | + 9 s      |
| 8.º | Brady Gilmore    | Israel Premier Tech Academy           | + 9 s      |
| 9.º | Tiago Antunes    | Efapel Cycling                        | + 10 s     |
| 10.º | Zac Marriage     | Israel Premier Tech Academy           | + 10 s     |

### 1.ª etapa[4]
| Viana do Castelo - Braga | etapa de montaña | (162,3 km) |

| \| Clasificación de la etapa \| Clasificación de la etapa \| Clasificación de la etapa \| Clasificación de la etapa \| Clasificación de la etapa \| \| Ciclista \| Ciclista \| Equipo \| Tiempo \| \| \| ------------------------- \| ------------------------- \| ------------------------------------- \| ------------------------- \| ------------------------- \| \| 1.º \| Nicolás Tivani \| Aviludo-Louletano-Loulé \| 3 h 56 min 04 s \| \| \| 2.º \| Jesús David Peña \| AP Hotels & Resorts-Tavira-SC Farense \| + 0 s \| \| \| 3.º \| Brady Gilmore \| Israel Premier Tech Academy \| + 0 s \| \| \| 4.º \| Artem Nych \| Anicolor/Tien 21 \| + 0 s \| \| \| 5.º \| João Medeiros \| Credibom-LA Alumínios-Marcos Car \| + 0 s \| \| \| 6.º \| Lucas Lopes \| Rádio Popular-Paredes-Boavista \| + 0 s \| \| \| 7.º \| Julen Arriola-Bengoa \| Caja Rural-Seguros RGA \| + 0 s \| \| \| 8.º \| Emanuel Duarte \| Credibom-LA Alumínios-Marcos Car \| + 0 s \| \| \| 9.º \| Pau Martí \| Israel Premier Tech Academy \| + 0 s \| \| \| 10.º \| Adrián Bustamante \| GW Erco Shimano \| + 0 s \| \| |                      |                                       |                 |
| |                      |                                       |                 |
| |                      |                                       |                 |
| Clasificación de la etapa |                      |                                       |                 |
| Ciclista | Ciclista             | Equipo                                | Tiempo          |
| 1.º | Nicolás Tivani       | Aviludo-Louletano-Loulé               | 3 h 56 min 04 s |
| 2.º | Jesús David Peña     | AP Hotels & Resorts-Tavira-SC Farense | + 0 s           |
| 3.º | Brady Gilmore        | Israel Premier Tech Academy           | + 0 s           |
| 4.º | Artem Nych           | Anicolor/Tien 21                      | + 0 s           |
| 5.º | João Medeiros        | Credibom-LA Alumínios-Marcos Car      | + 0 s           |
| 6.º | Lucas Lopes          | Rádio Popular-Paredes-Boavista        | + 0 s           |
| 7.º | Julen Arriola-Bengoa | Caja Rural-Seguros RGA                | + 0 s           |
| 8.º | Emanuel Duarte       | Credibom-LA Alumínios-Marcos Car      | + 0 s           |
| 9.º | Pau Martí            | Israel Premier Tech Academy           | + 0 s           |
| 10.º | Adrián Bustamante    | GW Erco Shimano                       | + 0 s           |

| \| Clasificación general \| Clasificación general \| Clasificación general \| Clasificación general \| Clasificación general \| \| Ciclista \| Ciclista \| Equipo \| Tiempo \| \| \| --------------------- \| --------------------- \| -------------------------------- \| --------------------- \| --------------------- \| \| 1.º \| Rafael Reis \| Anicolor/Tien 21 \| 3 h 59 min 55 s \| \| \| 2.º \| Nicolás Tivani \| Aviludo-Louletano-Loulé \| + 2 s \| \| \| 3.º \| Brady Gilmore \| Israel Premier Tech Academy \| + 5 s \| \| \| 4.º \| Artem Nych \| Anicolor/Tien 21 \| + 7 s \| \| \| 5.º \| Pau Martí \| Israel Premier Tech Academy \| + 9 s \| \| \| 6.º \| Tiago Antunes \| Efapel Cycling \| + 10 s \| \| \| 7.º \| Byron Munton \| Feirense-Beeceler \| + 10 s \| \| \| 8.º \| Emanuel Duarte \| Credibom-LA Alumínios-Marcos Car \| + 12 s \| \| \| 9.º \| Alexis Guérin \| Anicolor/Tien 21 \| + 13 s \| \| \| 10.º \| Edgar Cadena \| Petrolike \| + 15 s \| \| |                |                                  |                 |
| |                |                                  |                 |
| |                |                                  |                 |
| Clasificación general |                |                                  |                 |
| Ciclista | Ciclista       | Equipo                           | Tiempo          |
| 1.º | Rafael Reis    | Anicolor/Tien 21                 | 3 h 59 min 55 s |
| 2.º | Nicolás Tivani | Aviludo-Louletano-Loulé          | + 2 s           |
| 3.º | Brady Gilmore  | Israel Premier Tech Academy      | + 5 s           |
| 4.º | Artem Nych     | Anicolor/Tien 21                 | + 7 s           |
| 5.º | Pau Martí      | Israel Premier Tech Academy      | + 9 s           |
| 6.º | Tiago Antunes  | Efapel Cycling                   | + 10 s          |
| 7.º | Byron Munton   | Feirense-Beeceler                | + 10 s          |
| 8.º | Emanuel Duarte | Credibom-LA Alumínios-Marcos Car | + 12 s          |
| 9.º | Alexis Guérin  | Anicolor/Tien 21                 | + 13 s          |
| 10.º | Edgar Cadena   | Petrolike                        | + 15 s          |

### 2.ª etapa[5]
| Felgueiras - Fafe | etapa escarpada | (167,9 km) |

| \| Clasificación de la etapa \| Clasificación de la etapa \| Clasificación de la etapa \| Clasificación de la etapa \| Clasificación de la etapa \| \| Ciclista \| Ciclista \| Equipo \| Tiempo \| \| \| ------------------------- \| ------------------------- \| ------------------------------------- \| ------------------------- \| ------------------------- \| \| 1.º \| Pau Martí \| Israel Premier Tech Academy \| 4 h 00 min 33 s \| \| \| 2.º \| Artem Nych \| Anicolor/Tien 21 \| + 0 s \| \| \| 3.º \| Jesús David Peña \| AP Hotels & Resorts-Tavira-SC Farense \| + 0 s \| \| \| 4.º \| Edgar Cadena \| Petrolike \| + 2 s \| \| \| 5.º \| Alexis Guérin \| Anicolor/Tien 21 \| + 2 s \| \| \| 6.º \| Moritz Kretschy \| Israel Premier Tech Academy \| + 11 s \| \| \| 7.º \| Francisco Peñuela \| Caja Rural-Seguros RGA \| + 11 s \| \| \| 8.º \| Tiago Antunes \| Efapel Cycling \| + 11 s \| \| \| 9.º \| Pedro Silva \| Anicolor/Tien 21 \| + 11 s \| \| \| 10.º \| Raúl Rota \| Rádio Popular-Paredes-Boavista \| + 11 s \| \| |                   |                                       |                 |
| |                   |                                       |                 |
| |                   |                                       |                 |
| Clasificación de la etapa |                   |                                       |                 |
| Ciclista | Ciclista          | Equipo                                | Tiempo          |
| 1.º | Pau Martí         | Israel Premier Tech Academy           | 4 h 00 min 33 s |
| 2.º | Artem Nych        | Anicolor/Tien 21                      | + 0 s           |
| 3.º | Jesús David Peña  | AP Hotels & Resorts-Tavira-SC Farense | + 0 s           |
| 4.º | Edgar Cadena      | Petrolike                             | + 2 s           |
| 5.º | Alexis Guérin     | Anicolor/Tien 21                      | + 2 s           |
| 6.º | Moritz Kretschy   | Israel Premier Tech Academy           | + 11 s          |
| 7.º | Francisco Peñuela | Caja Rural-Seguros RGA                | + 11 s          |
| 8.º | Tiago Antunes     | Efapel Cycling                        | + 11 s          |
| 9.º | Pedro Silva       | Anicolor/Tien 21                      | + 11 s          |
| 10.º | Raúl Rota         | Rádio Popular-Paredes-Boavista        | + 11 s          |

| \| Clasificación general \| Clasificación general \| Clasificación general \| Clasificación general \| Clasificación general \| \| Ciclista \| Ciclista \| Equipo \| Tiempo \| \| \| --------------------- \| --------------------- \| ------------------------------------- \| --------------------- \| --------------------- \| \| 1.º \| Pau Martí \| Israel Premier Tech Academy \| 8 h 00 min 27 s \| \| \| 2.º \| Artem Nych \| Anicolor/Tien 21 \| + 2 s \| \| \| 3.º \| Rafael Reis \| Anicolor/Tien 21 \| + 15 s \| \| \| 4.º \| Alexis Guérin \| Anicolor/Tien 21 \| + 15 s \| \| \| 5.º \| Jesús David Peña \| AP Hotels & Resorts-Tavira-SC Farense \| + 16 s \| \| \| 6.º \| Edgar Cadena \| Petrolike \| + 18 s \| \| \| 7.º \| Tiago Antunes \| Efapel Cycling \| + 22 s \| \| \| 8.º \| Byron Munton \| Feirense-Beeceler \| + 25 s \| \| \| 9.º \| Emanuel Duarte \| Credibom-LA Alumínios-Marcos Car \| + 27 s \| \| \| 10.º \| Afonso Silva \| AP Hotels & Resorts-Tavira-SC Farense \| + 32 s \| \| |                  |                                       |                 |
| |                  |                                       |                 |
| |                  |                                       |                 |
| Clasificación general |                  |                                       |                 |
| Ciclista | Ciclista         | Equipo                                | Tiempo          |
| 1.º | Pau Martí        | Israel Premier Tech Academy           | 8 h 00 min 27 s |
| 2.º | Artem Nych       | Anicolor/Tien 21                      | + 2 s           |
| 3.º | Rafael Reis      | Anicolor/Tien 21                      | + 15 s          |
| 4.º | Alexis Guérin    | Anicolor/Tien 21                      | + 15 s          |
| 5.º | Jesús David Peña | AP Hotels & Resorts-Tavira-SC Farense | + 16 s          |
| 6.º | Edgar Cadena     | Petrolike                             | + 18 s          |
| 7.º | Tiago Antunes    | Efapel Cycling                        | + 22 s          |
| 8.º | Byron Munton     | Feirense-Beeceler                     | + 25 s          |
| 9.º | Emanuel Duarte   | Credibom-LA Alumínios-Marcos Car      | + 27 s          |
| 10.º | Afonso Silva     | AP Hotels & Resorts-Tavira-SC Farense | + 32 s          |

### 3.ª etapa[6]
| Boticas - Braganza | etapa escarpada | (185,2 km) |

| \| Clasificación de la etapa \| Clasificación de la etapa \| Clasificación de la etapa \| Clasificación de la etapa \| Clasificación de la etapa \| \| Ciclista \| Ciclista \| Equipo \| Tiempo \| \| \| ------------------------- \| ------------------------- \| ------------------------------------- \| ------------------------- \| ------------------------- \| \| 1.º \| Hugo Nunes \| Rádio Popular-Paredes-Boavista \| 4 h 44 min 17 s \| \| \| 2.º \| Caleb Classen \| Project Echelon Racing \| + 0 s \| \| \| 3.º \| Tiago Leal \| Rádio Popular-Paredes-Boavista \| + 0 s \| \| \| 4.º \| Iúri Leitão \| Caja Rural-Seguros RGA \| + 0 s \| \| \| 5.º \| Santiago Mesa \| Efapel Cycling \| + 0 s \| \| \| 6.º \| Tomás Contte \| Aviludo-Louletano-Loulé \| + 0 s \| \| \| 7.º \| Francisco Campos \| AP Hotels & Resorts-Tavira-SC Farense \| + 0 s \| \| \| 8.º \| Francisco Peñuela \| Caja Rural-Seguros RGA \| + 0 s \| \| \| 9.º \| Pedro Silva \| Anicolor/Tien 21 \| + 0 s \| \| \| 10.º \| Pau Martí \| Israel Premier Tech Academy \| + 0 s \| \| |                   |                                       |                 |
| |                   |                                       |                 |
| |                   |                                       |                 |
| Clasificación de la etapa |                   |                                       |                 |
| Ciclista | Ciclista          | Equipo                                | Tiempo          |
| 1.º | Hugo Nunes        | Rádio Popular-Paredes-Boavista        | 4 h 44 min 17 s |
| 2.º | Caleb Classen     | Project Echelon Racing                | + 0 s           |
| 3.º | Tiago Leal        | Rádio Popular-Paredes-Boavista        | + 0 s           |
| 4.º | Iúri Leitão       | Caja Rural-Seguros RGA                | + 0 s           |
| 5.º | Santiago Mesa     | Efapel Cycling                        | + 0 s           |
| 6.º | Tomás Contte      | Aviludo-Louletano-Loulé               | + 0 s           |
| 7.º | Francisco Campos  | AP Hotels & Resorts-Tavira-SC Farense | + 0 s           |
| 8.º | Francisco Peñuela | Caja Rural-Seguros RGA                | + 0 s           |
| 9.º | Pedro Silva       | Anicolor/Tien 21                      | + 0 s           |
| 10.º | Pau Martí         | Israel Premier Tech Academy           | + 0 s           |

| \| Clasificación general \| Clasificación general \| Clasificación general \| Clasificación general \| Clasificación general \| \| Ciclista \| Ciclista \| Equipo \| Tiempo \| \| \| --------------------- \| --------------------- \| ------------------------------------- \| --------------------- \| --------------------- \| \| 1.º \| Pau Martí \| Israel Premier Tech Academy \| 12 h 44 min 44 s \| \| \| 2.º \| Artem Nych \| Anicolor/Tien 21 \| + 2 s \| \| \| 3.º \| Rafael Reis \| Anicolor/Tien 21 \| + 15 s \| \| \| 4.º \| Alexis Guérin \| Anicolor/Tien 21 \| + 15 s \| \| \| 5.º \| Jesús David Peña \| AP Hotels & Resorts-Tavira-SC Farense \| + 16 s \| \| \| 6.º \| Edgar Cadena \| Petrolike \| + 18 s \| \| \| 7.º \| Tiago Antunes \| Efapel Cycling \| + 22 s \| \| \| 8.º \| Byron Munton \| Feirense-Beeceler \| + 25 s \| \| \| 9.º \| Emanuel Duarte \| Credibom-LA Alumínios-Marcos Car \| + 27 s \| \| \| 10.º \| Afonso Silva \| AP Hotels & Resorts-Tavira-SC Farense \| + 32 s \| \| |                  |                                       |                  |
| |                  |                                       |                  |
| |                  |                                       |                  |
| Clasificación general |                  |                                       |                  |
| Ciclista | Ciclista         | Equipo                                | Tiempo           |
| 1.º | Pau Martí        | Israel Premier Tech Academy           | 12 h 44 min 44 s |
| 2.º | Artem Nych       | Anicolor/Tien 21                      | + 2 s            |
| 3.º | Rafael Reis      | Anicolor/Tien 21                      | + 15 s           |
| 4.º | Alexis Guérin    | Anicolor/Tien 21                      | + 15 s           |
| 5.º | Jesús David Peña | AP Hotels & Resorts-Tavira-SC Farense | + 16 s           |
| 6.º | Edgar Cadena     | Petrolike                             | + 18 s           |
| 7.º | Tiago Antunes    | Efapel Cycling                        | + 22 s           |
| 8.º | Byron Munton     | Feirense-Beeceler                     | + 25 s           |
| 9.º | Emanuel Duarte   | Credibom-LA Alumínios-Marcos Car      | + 27 s           |
| 10.º | Afonso Silva     | AP Hotels & Resorts-Tavira-SC Farense | + 32 s           |

### 4.ª etapa[7]
| Braganza - Mondim de Basto | etapa de montaña | (176,5 km) |

| \| Clasificación de la etapa \| Clasificación de la etapa \| Clasificación de la etapa \| Clasificación de la etapa \| Clasificación de la etapa \| \| Ciclista \| Ciclista \| Equipo \| Tiempo \| \| \| ------------------------- \| ------------------------- \| ------------------------------------- \| ------------------------- \| ------------------------- \| \| 1.º \| Byron Munton \| Feirense-Beeceler \| 4 h 24 min 24 s \| \| \| 2.º \| Jesús David Peña \| AP Hotels & Resorts-Tavira-SC Farense \| + 9 s \| \| \| 3.º \| Artem Nych \| Anicolor/Tien 21 \| + 9 s \| \| \| 4.º \| Lucas Lopes \| Rádio Popular-Paredes-Boavista \| + 18 s \| \| \| 5.º \| Alexis Guérin \| Anicolor/Tien 21 \| + 18 s \| \| \| 6.º \| Zac Marriage \| Israel Premier Tech Academy \| + 51 s \| \| \| 7.º \| Tiago Antunes \| Efapel Cycling \| + 1 min 00 s \| \| \| 8.º \| David Domínguez \| Aviludo-Louletano-Loulé \| + 1 min 00 s \| \| \| 9.º \| Edgar Cadena \| Petrolike \| + 1 min 04 s \| \| \| 10.º \| Julen Arriola-Bengoa \| Caja Rural-Seguros RGA \| + 1 min 04 s \| \| |                      |                                       |                 |
| |                      |                                       |                 |
| |                      |                                       |                 |
| Clasificación de la etapa |                      |                                       |                 |
| Ciclista | Ciclista             | Equipo                                | Tiempo          |
| 1.º | Byron Munton         | Feirense-Beeceler                     | 4 h 24 min 24 s |
| 2.º | Jesús David Peña     | AP Hotels & Resorts-Tavira-SC Farense | + 9 s           |
| 3.º | Artem Nych           | Anicolor/Tien 21                      | + 9 s           |
| 4.º | Lucas Lopes          | Rádio Popular-Paredes-Boavista        | + 18 s          |
| 5.º | Alexis Guérin        | Anicolor/Tien 21                      | + 18 s          |
| 6.º | Zac Marriage         | Israel Premier Tech Academy           | + 51 s          |
| 7.º | Tiago Antunes        | Efapel Cycling                        | + 1 min 00 s    |
| 8.º | David Domínguez      | Aviludo-Louletano-Loulé               | + 1 min 00 s    |
| 9.º | Edgar Cadena         | Petrolike                             | + 1 min 04 s    |
| 10.º | Julen Arriola-Bengoa | Caja Rural-Seguros RGA                | + 1 min 04 s    |

| \| Clasificación general \| Clasificación general \| Clasificación general \| Clasificación general \| Clasificación general \| \| Ciclista \| Ciclista \| Equipo \| Tiempo \| \| \| --------------------- \| --------------------- \| ------------------------------------- \| --------------------- \| --------------------- \| \| 1.º \| Artem Nych \| Anicolor/Tien 21 \| 17 h 09 min 15 s \| \| \| 2.º \| Byron Munton \| Feirense-Beeceler \| + 8 s \| \| \| 3.º \| Jesús David Peña \| AP Hotels & Resorts-Tavira-SC Farense \| + 12 s \| \| \| 4.º \| Lucas Lopes \| Rádio Popular-Paredes-Boavista \| + 43 s \| \| \| 5.º \| Alexis Guérin \| Anicolor/Tien 21 \| + 46 s \| \| \| 6.º \| Tiago Antunes \| Efapel Cycling \| + 1 min 15 s \| \| \| 7.º \| Edgar Cadena \| Petrolike \| + 1 min 15 s \| \| \| 8.º \| Zac Marriage \| Israel Premier Tech Academy \| + 1 min 23 s \| \| \| 9.º \| Emanuel Duarte \| Credibom-LA Alumínios-Marcos Car \| + 1 min 24 s \| \| \| 10.º \| Pedro Pinto \| Efapel Cycling \| + 1 min 40 s \| \| |                  |                                       |                  |
| |                  |                                       |                  |
| |                  |                                       |                  |
| Clasificación general |                  |                                       |                  |
| Ciclista | Ciclista         | Equipo                                | Tiempo           |
| 1.º | Artem Nych       | Anicolor/Tien 21                      | 17 h 09 min 15 s |
| 2.º | Byron Munton     | Feirense-Beeceler                     | + 8 s            |
| 3.º | Jesús David Peña | AP Hotels & Resorts-Tavira-SC Farense | + 12 s           |
| 4.º | Lucas Lopes      | Rádio Popular-Paredes-Boavista        | + 43 s           |
| 5.º | Alexis Guérin    | Anicolor/Tien 21                      | + 46 s           |
| 6.º | Tiago Antunes    | Efapel Cycling                        | + 1 min 15 s     |
| 7.º | Edgar Cadena     | Petrolike                             | + 1 min 15 s     |
| 8.º | Zac Marriage     | Israel Premier Tech Academy           | + 1 min 23 s     |
| 9.º | Emanuel Duarte   | Credibom-LA Alumínios-Marcos Car      | + 1 min 24 s     |
| 10.º | Pedro Pinto      | Efapel Cycling                        | + 1 min 40 s     |

### 5.ª etapa[8]
| Lamego - Viseo | etapa de montaña | (155,5 km) |

| \| Clasificación de la etapa \| Clasificación de la etapa \| Clasificación de la etapa \| Clasificación de la etapa \| Clasificación de la etapa \| \| Ciclista \| Ciclista \| Equipo \| Tiempo \| \| \| ------------------------- \| ------------------------- \| ------------------------------------- \| ------------------------- \| ------------------------- \| \| 1.º \| Brady Gilmore \| Israel Premier Tech Academy \| 3 h 37 min 13 s \| \| \| 2.º \| Santiago Mesa \| Efapel Cycling \| + 0 s \| \| \| 3.º \| Iúri Leitão \| Caja Rural-Seguros RGA \| + 0 s \| \| \| 4.º \| Nicolás Tivani \| Aviludo-Louletano-Loulé \| + 0 s \| \| \| 5.º \| Francisco Campos \| AP Hotels & Resorts-Tavira-SC Farense \| + 0 s \| \| \| 6.º \| Raúl Rota \| Rádio Popular-Paredes-Boavista \| + 0 s \| \| \| 7.º \| Diogo Gonçalves \| Feirense-Beeceler \| + 0 s \| \| \| 8.º \| Edgar Cadena \| Petrolike \| + 0 s \| \| \| 9.º \| Daniel Dias \| Rádio Popular-Paredes-Boavista \| + 0 s \| \| \| 10.º \| Tomás Contte \| Aviludo-Louletano-Loulé \| + 0 s \| \| |                  |                                       |                 |
| |                  |                                       |                 |
| |                  |                                       |                 |
| Clasificación de la etapa |                  |                                       |                 |
| Ciclista | Ciclista         | Equipo                                | Tiempo          |
| 1.º | Brady Gilmore    | Israel Premier Tech Academy           | 3 h 37 min 13 s |
| 2.º | Santiago Mesa    | Efapel Cycling                        | + 0 s           |
| 3.º | Iúri Leitão      | Caja Rural-Seguros RGA                | + 0 s           |
| 4.º | Nicolás Tivani   | Aviludo-Louletano-Loulé               | + 0 s           |
| 5.º | Francisco Campos | AP Hotels & Resorts-Tavira-SC Farense | + 0 s           |
| 6.º | Raúl Rota        | Rádio Popular-Paredes-Boavista        | + 0 s           |
| 7.º | Diogo Gonçalves  | Feirense-Beeceler                     | + 0 s           |
| 8.º | Edgar Cadena     | Petrolike                             | + 0 s           |
| 9.º | Daniel Dias      | Rádio Popular-Paredes-Boavista        | + 0 s           |
| 10.º | Tomás Contte     | Aviludo-Louletano-Loulé               | + 0 s           |

| \| Clasificación general \| Clasificación general \| Clasificación general \| Clasificación general \| Clasificación general \| \| Ciclista \| Ciclista \| Equipo \| Tiempo \| \| \| --------------------- \| --------------------- \| ------------------------------------- \| --------------------- \| --------------------- \| \| 1.º \| Artem Nych \| Anicolor/Tien 21 \| 20 h 46 min 28 s \| \| \| 2.º \| Byron Munton \| Feirense-Beeceler \| + 8 s \| \| \| 3.º \| Jesús David Peña \| AP Hotels & Resorts-Tavira-SC Farense \| + 12 s \| \| \| 4.º \| Alexis Guérin \| Anicolor/Tien 21 \| + 26 s \| \| \| 5.º \| Lucas Lopes \| Rádio Popular-Paredes-Boavista \| + 43 s \| \| \| 6.º \| Tiago Antunes \| Efapel Cycling \| + 1 min 15 s \| \| \| 7.º \| Edgar Cadena \| Petrolike \| + 1 min 15 s \| \| \| 8.º \| Zac Marriage \| Israel Premier Tech Academy \| + 1 min 23 s \| \| \| 9.º \| Emanuel Duarte \| Credibom-LA Alumínios-Marcos Car \| + 1 min 24 s \| \| \| 10.º \| Pedro Pinto \| Efapel Cycling \| + 1 min 40 s \| \| |                  |                                       |                  |
| |                  |                                       |                  |
| |                  |                                       |                  |
| Clasificación general |                  |                                       |                  |
| Ciclista | Ciclista         | Equipo                                | Tiempo           |
| 1.º | Artem Nych       | Anicolor/Tien 21                      | 20 h 46 min 28 s |
| 2.º | Byron Munton     | Feirense-Beeceler                     | + 8 s            |
| 3.º | Jesús David Peña | AP Hotels & Resorts-Tavira-SC Farense | + 12 s           |
| 4.º | Alexis Guérin    | Anicolor/Tien 21                      | + 26 s           |
| 5.º | Lucas Lopes      | Rádio Popular-Paredes-Boavista        | + 43 s           |
| 6.º | Tiago Antunes    | Efapel Cycling                        | + 1 min 15 s     |
| 7.º | Edgar Cadena     | Petrolike                             | + 1 min 15 s     |
| 8.º | Zac Marriage     | Israel Premier Tech Academy           | + 1 min 23 s     |
| 9.º | Emanuel Duarte   | Credibom-LA Alumínios-Marcos Car      | + 1 min 24 s     |
| 10.º | Pedro Pinto      | Efapel Cycling                        | + 1 min 40 s     |

### 6.ª etapa[9]
| Águeda - Guarda | etapa escarpada | (175,2 km) |

| \| Clasificación de la etapa \| Clasificación de la etapa \| Clasificación de la etapa \| Clasificación de la etapa \| Clasificación de la etapa \| \| Ciclista \| Ciclista \| Equipo \| Tiempo \| \| \| ------------------------- \| ------------------------- \| ------------------------------------- \| ------------------------- \| ------------------------- \| \| 1.º \| Brady Gilmore \| Israel Premier Tech Academy \| 4 h 31 min 58 s \| \| \| 2.º \| Raúl Rota \| Rádio Popular-Paredes-Boavista \| + 0 s \| \| \| 3.º \| Jesús David Peña \| AP Hotels & Resorts-Tavira-SC Farense \| + 0 s \| \| \| 4.º \| Artem Nych \| Anicolor/Tien 21 \| + 0 s \| \| \| 5.º \| Alexis Guérin \| Anicolor/Tien 21 \| + 0 s \| \| \| 6.º \| Tomás Contte \| Aviludo-Louletano-Loulé \| + 9 s \| \| \| 7.º \| Pedro Silva \| Anicolor/Tien 21 \| + 9 s \| \| \| 8.º \| Tiago Antunes \| Efapel Cycling \| + 9 s \| \| \| 9.º \| Álvaro Sagrado \| Illes Balears Arabay \| + 9 s \| \| \| 10.º \| Byron Munton \| Feirense-Beeceler \| + 13 s \| \| |                  |                                       |                 |
| |                  |                                       |                 |
| |                  |                                       |                 |
| Clasificación de la etapa |                  |                                       |                 |
| Ciclista | Ciclista         | Equipo                                | Tiempo          |
| 1.º | Brady Gilmore    | Israel Premier Tech Academy           | 4 h 31 min 58 s |
| 2.º | Raúl Rota        | Rádio Popular-Paredes-Boavista        | + 0 s           |
| 3.º | Jesús David Peña | AP Hotels & Resorts-Tavira-SC Farense | + 0 s           |
| 4.º | Artem Nych       | Anicolor/Tien 21                      | + 0 s           |
| 5.º | Alexis Guérin    | Anicolor/Tien 21                      | + 0 s           |
| 6.º | Tomás Contte     | Aviludo-Louletano-Loulé               | + 9 s           |
| 7.º | Pedro Silva      | Anicolor/Tien 21                      | + 9 s           |
| 8.º | Tiago Antunes    | Efapel Cycling                        | + 9 s           |
| 9.º | Álvaro Sagrado   | Illes Balears Arabay                  | + 9 s           |
| 10.º | Byron Munton     | Feirense-Beeceler                     | + 13 s          |

| \| Clasificación general \| Clasificación general \| Clasificación general \| Clasificación general \| Clasificación general \| \| Ciclista \| Ciclista \| Equipo \| Tiempo \| \| \| --------------------- \| --------------------- \| ------------------------------------- \| --------------------- \| --------------------- \| \| 1.º \| Artem Nych \| Anicolor/Tien 21 \| 25 h 18 min 26 s \| \| \| 2.º \| Jesús David Peña \| AP Hotels & Resorts-Tavira-SC Farense \| + 8 s \| \| \| 3.º \| Byron Munton \| Feirense-Beeceler \| + 21 s \| \| \| 4.º \| Alexis Guérin \| Anicolor/Tien 21 \| + 26 s \| \| \| 5.º \| Lucas Lopes \| Rádio Popular-Paredes-Boavista \| + 1 min 19 s \| \| \| 6.º \| Tiago Antunes \| Efapel Cycling \| + 1 min 24 s \| \| \| 7.º \| Edgar Cadena \| Petrolike \| + 1 min 34 s \| \| \| 8.º \| Emanuel Duarte \| Credibom-LA Alumínios-Marcos Car \| + 1 min 37 s \| \| \| 9.º \| Álvaro Sagrado \| Illes Balears Arabay \| + 1 min 54 s \| \| \| 10.º \| Pedro Pinto \| Efapel Cycling \| + 2 min 01 s \| \| |                  |                                       |                  |
| |                  |                                       |                  |
| |                  |                                       |                  |
| Clasificación general |                  |                                       |                  |
| Ciclista | Ciclista         | Equipo                                | Tiempo           |
| 1.º | Artem Nych       | Anicolor/Tien 21                      | 25 h 18 min 26 s |
| 2.º | Jesús David Peña | AP Hotels & Resorts-Tavira-SC Farense | + 8 s            |
| 3.º | Byron Munton     | Feirense-Beeceler                     | + 21 s           |
| 4.º | Alexis Guérin    | Anicolor/Tien 21                      | + 26 s           |
| 5.º | Lucas Lopes      | Rádio Popular-Paredes-Boavista        | + 1 min 19 s     |
| 6.º | Tiago Antunes    | Efapel Cycling                        | + 1 min 24 s     |
| 7.º | Edgar Cadena     | Petrolike                             | + 1 min 34 s     |
| 8.º | Emanuel Duarte   | Credibom-LA Alumínios-Marcos Car      | + 1 min 37 s     |
| 9.º | Álvaro Sagrado   | Illes Balears Arabay                  | + 1 min 54 s     |
| 10.º | Pedro Pinto      | Efapel Cycling                        | + 2 min 01 s     |

### 7.ª etapa[10]
| Sabugal - Covillana | etapa de montaña | (179,3 km) |

| \| Clasificación de la etapa \| Clasificación de la etapa \| Clasificación de la etapa \| Clasificación de la etapa \| Clasificación de la etapa \| \| Ciclista \| Ciclista \| Equipo \| Tiempo \| \| \| ------------------------- \| ------------------------- \| ------------------------------------- \| ------------------------- \| ------------------------- \| \| 1.º \| Jonathan Caicedo \| Petrolike \| 4 h 29 min 24 s \| \| \| 2.º \| Artem Nych \| Anicolor/Tien 21 \| + 33 s \| \| \| 3.º \| Gonçalo Leaça \| Credibom-LA Alumínios-Marcos Car \| + 46 s \| \| \| 4.º \| Alexis Guérin \| Anicolor/Tien 21 \| + 47 s \| \| \| 5.º \| Byron Munton \| Feirense-Beeceler \| + 1 min 27 s \| \| \| 6.º \| Pedro Silva \| Anicolor/Tien 21 \| + 1 min 36 s \| \| \| 7.º \| Adrián Bustamante \| GW Erco Shimano \| + 1 min 36 s \| \| \| 8.º \| Jesús David Peña \| AP Hotels & Resorts-Tavira-SC Farense \| + 1 min 39 s \| \| \| 9.º \| Tiago Antunes \| Efapel Cycling \| + 1 min 47 s \| \| \| 10.º \| Jesús del Pino \| Aviludo-Louletano-Loulé \| + 2 min 01 s \| \| |                   |                                       |                 |
| |                   |                                       |                 |
| |                   |                                       |                 |
| Clasificación de la etapa |                   |                                       |                 |
| Ciclista | Ciclista          | Equipo                                | Tiempo          |
| 1.º | Jonathan Caicedo  | Petrolike                             | 4 h 29 min 24 s |
| 2.º | Artem Nych        | Anicolor/Tien 21                      | + 33 s          |
| 3.º | Gonçalo Leaça     | Credibom-LA Alumínios-Marcos Car      | + 46 s          |
| 4.º | Alexis Guérin     | Anicolor/Tien 21                      | + 47 s          |
| 5.º | Byron Munton      | Feirense-Beeceler                     | + 1 min 27 s    |
| 6.º | Pedro Silva       | Anicolor/Tien 21                      | + 1 min 36 s    |
| 7.º | Adrián Bustamante | GW Erco Shimano                       | + 1 min 36 s    |
| 8.º | Jesús David Peña  | AP Hotels & Resorts-Tavira-SC Farense | + 1 min 39 s    |
| 9.º | Tiago Antunes     | Efapel Cycling                        | + 1 min 47 s    |
| 10.º | Jesús del Pino    | Aviludo-Louletano-Loulé               | + 2 min 01 s    |

| \| Clasificación general \| Clasificación general \| Clasificación general \| Clasificación general \| Clasificación general \| \| Ciclista \| Ciclista \| Equipo \| Tiempo \| \| \| --------------------- \| --------------------- \| ------------------------------------- \| --------------------- \| --------------------- \| \| 1.º \| Artem Nych \| Anicolor/Tien 21 \| 30 h 04 min 12 s \| \| \| 2.º \| Alexis Guérin \| Anicolor/Tien 21 \| + 46 s \| \| \| 3.º \| Jesús David Peña \| AP Hotels & Resorts-Tavira-SC Farense \| + 1 min 20 s \| \| \| 4.º \| Byron Munton \| Feirense-Beeceler \| + 1 min 21 s \| \| \| 5.º \| Tiago Antunes \| Efapel Cycling \| + 2 min 44 s \| \| \| 6.º \| Pedro Silva \| Anicolor/Tien 21 \| + 3 min 33 s \| \| \| 7.º \| Edgar Cadena \| Petrolike \| + 3 min 40 s \| \| \| 8.º \| Adrián Bustamante \| GW Erco Shimano \| + 4 min 10 s \| \| \| 9.º \| Lucas Lopes \| Rádio Popular-Paredes-Boavista \| + 4 min 14 s \| \| \| 10.º \| Emanuel Duarte \| Credibom-LA Alumínios-Marcos Car \| + 4 min 25 s \| \| |                   |                                       |                  |
| |                   |                                       |                  |
| |                   |                                       |                  |
| Clasificación general |                   |                                       |                  |
| Ciclista | Ciclista          | Equipo                                | Tiempo           |
| 1.º | Artem Nych        | Anicolor/Tien 21                      | 30 h 04 min 12 s |
| 2.º | Alexis Guérin     | Anicolor/Tien 21                      | + 46 s           |
| 3.º | Jesús David Peña  | AP Hotels & Resorts-Tavira-SC Farense | + 1 min 20 s     |
| 4.º | Byron Munton      | Feirense-Beeceler                     | + 1 min 21 s     |
| 5.º | Tiago Antunes     | Efapel Cycling                        | + 2 min 44 s     |
| 6.º | Pedro Silva       | Anicolor/Tien 21                      | + 3 min 33 s     |
| 7.º | Edgar Cadena      | Petrolike                             | + 3 min 40 s     |
| 8.º | Adrián Bustamante | GW Erco Shimano                       | + 4 min 10 s     |
| 9.º | Lucas Lopes       | Rádio Popular-Paredes-Boavista        | + 4 min 14 s     |
| 10.º | Emanuel Duarte    | Credibom-LA Alumínios-Marcos Car      | + 4 min 25 s     |

### 8.ª etapa[11]
| Ferreira do Zêzere - Santarém | etapa escarpada | (178,2 km) |

| \| Clasificación de la etapa \| Clasificación de la etapa \| Clasificación de la etapa \| Clasificación de la etapa \| Clasificación de la etapa \| \| Ciclista \| Ciclista \| Equipo \| Tiempo \| \| \| ------------------------- \| ------------------------- \| ------------------------------------- \| ------------------------- \| ------------------------- \| \| 1.º \| Rotem Tene \| Israel Premier Tech Academy \| 4 h 00 min 36 s \| \| \| 2.º \| Nicolás Tivani \| Aviludo-Louletano-Loulé \| + 0 s \| \| \| 3.º \| Francisco Campos \| AP Hotels & Resorts-Tavira-SC Farense \| + 2 s \| \| \| 4.º \| Diogo Gonçalves \| Feirense-Beeceler \| + 2 s \| \| \| 5.º \| João Medeiros \| Credibom-LA Alumínios-Marcos Car \| + 2 s \| \| \| 6.º \| Adam Lewis \| Team Skyline \| + 4 s \| \| \| 7.º \| Rubén Fernández Andújar \| Anicolor/Tien 21 \| + 4 s \| \| \| 8.º \| César Martingil \| Tavfer-Ovos Matinados-Mortágua \| + 4 s \| \| \| 9.º \| Unai Esparza \| Illes Balears Arabay \| + 4 s \| \| \| 10.º \| Gaspar Gonçalves \| Aviludo-Louletano-Loulé \| + 4 s \| \| |                         |                                       |                 |
| |                         |                                       |                 |
| |                         |                                       |                 |
| Clasificación de la etapa |                         |                                       |                 |
| Ciclista | Ciclista                | Equipo                                | Tiempo          |
| 1.º | Rotem Tene              | Israel Premier Tech Academy           | 4 h 00 min 36 s |
| 2.º | Nicolás Tivani          | Aviludo-Louletano-Loulé               | + 0 s           |
| 3.º | Francisco Campos        | AP Hotels & Resorts-Tavira-SC Farense | + 2 s           |
| 4.º | Diogo Gonçalves         | Feirense-Beeceler                     | + 2 s           |
| 5.º | João Medeiros           | Credibom-LA Alumínios-Marcos Car      | + 2 s           |
| 6.º | Adam Lewis              | Team Skyline                          | + 4 s           |
| 7.º | Rubén Fernández Andújar | Anicolor/Tien 21                      | + 4 s           |
| 8.º | César Martingil         | Tavfer-Ovos Matinados-Mortágua        | + 4 s           |
| 9.º | Unai Esparza            | Illes Balears Arabay                  | + 4 s           |
| 10.º | Gaspar Gonçalves        | Aviludo-Louletano-Loulé               | + 4 s           |

| \| Clasificación general \| Clasificación general \| Clasificación general \| Clasificación general \| Clasificación general \| \| Ciclista \| Ciclista \| Equipo \| Tiempo \| \| \| --------------------- \| --------------------- \| ------------------------------------- \| --------------------- \| --------------------- \| \| 1.º \| Artem Nych \| Anicolor/Tien 21 \| 34 h 06 min 36 s \| \| \| 2.º \| Alexis Guérin \| Anicolor/Tien 21 \| + 46 s \| \| \| 3.º \| Jesús David Peña \| AP Hotels & Resorts-Tavira-SC Farense \| + 1 min 20 s \| \| \| 4.º \| Byron Munton \| Feirense-Beeceler \| + 1 min 21 s \| \| \| 5.º \| Tiago Antunes \| Efapel Cycling \| + 2 min 44 s \| \| \| 6.º \| Pedro Silva \| Anicolor/Tien 21 \| + 3 min 33 s \| \| \| 7.º \| Edgar Cadena \| Petrolike \| + 3 min 40 s \| \| \| 8.º \| Adrián Bustamante \| GW Erco Shimano \| + 4 min 10 s \| \| \| 9.º \| Lucas Lopes \| Rádio Popular-Paredes-Boavista \| + 4 min 14 s \| \| \| 10.º \| Emanuel Duarte \| Credibom-LA Alumínios-Marcos Car \| + 4 min 25 s \| \| |                   |                                       |                  |
| |                   |                                       |                  |
| |                   |                                       |                  |
| Clasificación general |                   |                                       |                  |
| Ciclista | Ciclista          | Equipo                                | Tiempo           |
| 1.º | Artem Nych        | Anicolor/Tien 21                      | 34 h 06 min 36 s |
| 2.º | Alexis Guérin     | Anicolor/Tien 21                      | + 46 s           |
| 3.º | Jesús David Peña  | AP Hotels & Resorts-Tavira-SC Farense | + 1 min 20 s     |
| 4.º | Byron Munton      | Feirense-Beeceler                     | + 1 min 21 s     |
| 5.º | Tiago Antunes     | Efapel Cycling                        | + 2 min 44 s     |
| 6.º | Pedro Silva       | Anicolor/Tien 21                      | + 3 min 33 s     |
| 7.º | Edgar Cadena      | Petrolike                             | + 3 min 40 s     |
| 8.º | Adrián Bustamante | GW Erco Shimano                       | + 4 min 10 s     |
| 9.º | Lucas Lopes       | Rádio Popular-Paredes-Boavista        | + 4 min 14 s     |
| 10.º | Emanuel Duarte    | Credibom-LA Alumínios-Marcos Car      | + 4 min 25 s     |

### 9.ª etapa[12]
| Alcobaça - Alenquer | etapa de montaña | (174,4 km) |

| \| Clasificación de la etapa \| Clasificación de la etapa \| Clasificación de la etapa \| Clasificación de la etapa \| Clasificación de la etapa \| \| Ciclista \| Ciclista \| Equipo \| Tiempo \| \| \| ------------------------- \| ------------------------- \| ------------------------------------- \| ------------------------- \| ------------------------- \| \| 1.º \| Nicolás Tivani \| Aviludo-Louletano-Loulé \| 3 h 35 min 24 s \| \| \| 2.º \| Pau Martí \| Israel Premier Tech Academy \| + 14 s \| \| \| 3.º \| Tomás Contte \| Aviludo-Louletano-Loulé \| + 47 s \| \| \| 4.º \| Alexis Guérin \| Anicolor/Tien 21 \| + 1 min 37 s \| \| \| 5.º \| Jesús David Peña \| AP Hotels & Resorts-Tavira-SC Farense \| + 1 min 41 s \| \| \| 6.º \| David Domínguez \| Aviludo-Louletano-Loulé \| + 1 min 41 s \| \| \| 7.º \| Byron Munton \| Feirense-Beeceler \| + 1 min 41 s \| \| \| 8.º \| Adrián Bustamante \| GW Erco Shimano \| + 1 min 44 s \| \| \| 9.º \| Jesús del Pino \| Aviludo-Louletano-Loulé \| + 1 min 44 s \| \| \| 10.º \| Pedro Pinto \| Efapel Cycling \| + 1 min 44 s \| \| |                   |                                       |                 |
| |                   |                                       |                 |
| |                   |                                       |                 |
| Clasificación de la etapa |                   |                                       |                 |
| Ciclista | Ciclista          | Equipo                                | Tiempo          |
| 1.º | Nicolás Tivani    | Aviludo-Louletano-Loulé               | 3 h 35 min 24 s |
| 2.º | Pau Martí         | Israel Premier Tech Academy           | + 14 s          |
| 3.º | Tomás Contte      | Aviludo-Louletano-Loulé               | + 47 s          |
| 4.º | Alexis Guérin     | Anicolor/Tien 21                      | + 1 min 37 s    |
| 5.º | Jesús David Peña  | AP Hotels & Resorts-Tavira-SC Farense | + 1 min 41 s    |
| 6.º | David Domínguez   | Aviludo-Louletano-Loulé               | + 1 min 41 s    |
| 7.º | Byron Munton      | Feirense-Beeceler                     | + 1 min 41 s    |
| 8.º | Adrián Bustamante | GW Erco Shimano                       | + 1 min 44 s    |
| 9.º | Jesús del Pino    | Aviludo-Louletano-Loulé               | + 1 min 44 s    |
| 10.º | Pedro Pinto       | Efapel Cycling                        | + 1 min 44 s    |

| \| Clasificación general \| Clasificación general \| Clasificación general \| Clasificación general \| Clasificación general \| \| Ciclista \| Ciclista \| Equipo \| Tiempo \| \| \| --------------------- \| --------------------- \| ------------------------------------- \| --------------------- \| --------------------- \| \| 1.º \| Artem Nych \| Anicolor/Tien 21 \| 2 min 17 s \| \| \| 2.º \| Alexis Guérin \| Anicolor/Tien 21 \| + 39 s \| \| \| 3.º \| Jesús David Peña \| AP Hotels & Resorts-Tavira-SC Farense \| + 1 min 17 s \| \| \| 4.º \| Byron Munton \| Feirense-Beeceler \| + 1 min 18 s \| \| \| 5.º \| Tiago Antunes \| Efapel Cycling \| + 2 min 49 s \| \| \| 6.º \| Pedro Silva \| Anicolor/Tien 21 \| + 3 min 33 s \| \| \| 7.º \| Adrián Bustamante \| GW Erco Shimano \| + 4 min 10 s \| \| \| 8.º \| Edgar Cadena \| Petrolike \| + 4 min 11 s \| \| \| 9.º \| Lucas Lopes \| Rádio Popular-Paredes-Boavista \| + 4 min 26 s \| \| \| 10.º \| Emanuel Duarte \| Credibom-LA Alumínios-Marcos Car \| + 4 min 32 s \| \| |                   |                                       |              |
| |                   |                                       |              |
| |                   |                                       |              |
| Clasificación general |                   |                                       |              |
| Ciclista | Ciclista          | Equipo                                | Tiempo       |
| 1.º | Artem Nych        | Anicolor/Tien 21                      | 2 min 17 s   |
| 2.º | Alexis Guérin     | Anicolor/Tien 21                      | + 39 s       |
| 3.º | Jesús David Peña  | AP Hotels & Resorts-Tavira-SC Farense | + 1 min 17 s |
| 4.º | Byron Munton      | Feirense-Beeceler                     | + 1 min 18 s |
| 5.º | Tiago Antunes     | Efapel Cycling                        | + 2 min 49 s |
| 6.º | Pedro Silva       | Anicolor/Tien 21                      | + 3 min 33 s |
| 7.º | Adrián Bustamante | GW Erco Shimano                       | + 4 min 10 s |
| 8.º | Edgar Cadena      | Petrolike                             | + 4 min 11 s |
| 9.º | Lucas Lopes       | Rádio Popular-Paredes-Boavista        | + 4 min 26 s |
| 10.º | Emanuel Duarte    | Credibom-LA Alumínios-Marcos Car      | + 4 min 32 s |

### 10.ª etapa[13]
| Lisboa - Lisboa | contrarreloj individual | (16,7 km) |

| \| Clasificación de la etapa \| Clasificación de la etapa \| Clasificación de la etapa \| Clasificación de la etapa \| Clasificación de la etapa \| \| Ciclista \| Ciclista \| Equipo \| Tiempo \| \| \| ------------------------- \| ------------------------- \| ------------------------------------- \| ------------------------- \| ------------------------- \| \| 1.º \| Rafael Reis \| Anicolor/Tien 21 \| 18 min 33 s \| \| \| 2.º \| Artem Nych \| Anicolor/Tien 21 \| + 15 s \| \| \| 3.º \| Tyler Stites \| Caja Rural-Seguros RGA \| + 27 s \| \| \| 4.º \| Emanuel Duarte \| Credibom-LA Alumínios-Marcos Car \| + 28 s \| \| \| 5.º \| Tiago Antunes \| Efapel Cycling \| + 40 s \| \| \| 6.º \| Zac Marriage \| Israel Premier Tech Academy \| + 44 s \| \| \| 7.º \| Edgar Cadena \| Petrolike \| + 46 s \| \| \| 8.º \| Byron Munton \| Feirense-Beeceler \| + 48 s \| \| \| 9.º \| Carlos Salgueiro \| AP Hotels & Resorts-Tavira-SC Farense \| + 51 s \| \| \| 10.º \| Alexis Guérin \| Anicolor/Tien 21 \| + 51 s \| \| |                  |                                       |             |
| |                  |                                       |             |
| |                  |                                       |             |
| Clasificación de la etapa |                  |                                       |             |
| Ciclista | Ciclista         | Equipo                                | Tiempo      |
| 1.º | Rafael Reis      | Anicolor/Tien 21                      | 18 min 33 s |
| 2.º | Artem Nych       | Anicolor/Tien 21                      | + 15 s      |
| 3.º | Tyler Stites     | Caja Rural-Seguros RGA                | + 27 s      |
| 4.º | Emanuel Duarte   | Credibom-LA Alumínios-Marcos Car      | + 28 s      |
| 5.º | Tiago Antunes    | Efapel Cycling                        | + 40 s      |
| 6.º | Zac Marriage     | Israel Premier Tech Academy           | + 44 s      |
| 7.º | Edgar Cadena     | Petrolike                             | + 46 s      |
| 8.º | Byron Munton     | Feirense-Beeceler                     | + 48 s      |
| 9.º | Carlos Salgueiro | AP Hotels & Resorts-Tavira-SC Farense | + 51 s      |
| 10.º | Alexis Guérin    | Anicolor/Tien 21                      | + 51 s      |

| \| Clasificación general \| Clasificación general \| Clasificación general \| Clasificación general \| Clasificación general \| \| Ciclista \| Ciclista \| Equipo \| Tiempo \| \| \| --------------------- \| --------------------- \| ------------------------------------- \| --------------------- \| --------------------- \| \| 1.º \| Artem Nych \| Anicolor/Tien 21 \| 38 h 18 min 36 s \| \| \| 2.º \| Alexis Guérin \| Anicolor/Tien 21 \| + 1 min 15 s \| \| \| 3.º \| Byron Munton \| Feirense-Beeceler \| + 1 min 51 s \| \| \| 4.º \| Jesús David Peña \| AP Hotels & Resorts-Tavira-SC Farense \| + 2 min 24 s \| \| \| 5.º \| Tiago Antunes \| Efapel Cycling \| + 3 min 14 s \| \| \| 6.º \| Pedro Silva \| Anicolor/Tien 21 \| + 4 min 32 s \| \| \| 7.º \| Edgar Cadena \| Petrolike \| + 4 min 42 s \| \| \| 8.º \| Emanuel Duarte \| Credibom-LA Alumínios-Marcos Car \| + 4 min 45 s \| \| \| 9.º \| Lucas Lopes \| Rádio Popular-Paredes-Boavista \| + 5 min 30 s \| \| \| 10.º \| Adrián Bustamante \| GW Erco Shimano \| + 5 min 31 s \| \| |                   |                                       |                  |
| |                   |                                       |                  |
| |                   |                                       |                  |
| Clasificación general |                   |                                       |                  |
| Ciclista | Ciclista          | Equipo                                | Tiempo           |
| 1.º | Artem Nych        | Anicolor/Tien 21                      | 38 h 18 min 36 s |
| 2.º | Alexis Guérin     | Anicolor/Tien 21                      | + 1 min 15 s     |
| 3.º | Byron Munton      | Feirense-Beeceler                     | + 1 min 51 s     |
| 4.º | Jesús David Peña  | AP Hotels & Resorts-Tavira-SC Farense | + 2 min 24 s     |
| 5.º | Tiago Antunes     | Efapel Cycling                        | + 3 min 14 s     |
| 6.º | Pedro Silva       | Anicolor/Tien 21                      | + 4 min 32 s     |
| 7.º | Edgar Cadena      | Petrolike                             | + 4 min 42 s     |
| 8.º | Emanuel Duarte    | Credibom-LA Alumínios-Marcos Car      | + 4 min 45 s     |
| 9.º | Lucas Lopes       | Rádio Popular-Paredes-Boavista        | + 5 min 30 s     |
| 10.º | Adrián Bustamante | GW Erco Shimano                       | + 5 min 31 s     |

## Clasificación final
- La clasificación finalizó de la siguiente forma:[14]

### Clasificación general
| \| Clasificación general \| Clasificación general \| Clasificación general \| Clasificación general \| Clasificación general \| \| Ciclista \| Ciclista \| Equipo \| Tiempo \| \| \| --------------------- \| --------------------- \| ------------------------------------- \| --------------------- \| --------------------- \| \| 1.º \| Artem Nych \| Anicolor/Tien 21 \| 2 min 17 s \| \| \| 2.º \| Alexis Guérin \| Anicolor/Tien 21 \| + 1 min 15 s \| \| \| 3.º \| Byron Munton \| Feirense-Beeceler \| + 1 min 51 s \| \| \| 4.º \| Jesús David Peña \| AP Hotels & Resorts-Tavira-SC Farense \| + 2 min 24 s \| \| \| 5.º \| Tiago Antunes \| Efapel Cycling \| + 3 min 14 s \| \| \| 6.º \| Pedro Silva \| Anicolor/Tien 21 \| + 4 min 32 s \| \| \| 7.º \| Edgar Cadena \| Petrolike \| + 4 min 42 s \| \| \| 8.º \| Emanuel Duarte \| Credibom-LA Alumínios-Marcos Car \| + 4 min 45 s \| \| \| 9.º \| Lucas Lopes \| Rádio Popular-Paredes-Boavista \| + 5 min 30 s \| \| \| 10.º \| Adrián Bustamante \| GW Erco Shimano \| + 5 min 31 s \| \| |                   |                                       |              |
| |                   |                                       |              |
| Fuente: ProCyclingStats |                   |                                       |              |
| Clasificación general |                   |                                       |              |
| Ciclista | Ciclista          | Equipo                                | Tiempo       |
| 1.º | Artem Nych        | Anicolor/Tien 21                      | 2 min 17 s   |
| 2.º | Alexis Guérin     | Anicolor/Tien 21                      | + 1 min 15 s |
| 3.º | Byron Munton      | Feirense-Beeceler                     | + 1 min 51 s |
| 4.º | Jesús David Peña  | AP Hotels & Resorts-Tavira-SC Farense | + 2 min 24 s |
| 5.º | Tiago Antunes     | Efapel Cycling                        | + 3 min 14 s |
| 6.º | Pedro Silva       | Anicolor/Tien 21                      | + 4 min 32 s |
| 7.º | Edgar Cadena      | Petrolike                             | + 4 min 42 s |
| 8.º | Emanuel Duarte    | Credibom-LA Alumínios-Marcos Car      | + 4 min 45 s |
| 9.º | Lucas Lopes       | Rádio Popular-Paredes-Boavista        | + 5 min 30 s |
| 10.º | Adrián Bustamante | GW Erco Shimano                       | + 5 min 31 s |

### Clasificación por puntos
| Clasificación por puntos | Clasificación por puntos | Clasificación por puntos              | Clasificación por puntos | Clasificación por puntos |
| Ciclista                 | Ciclista                 | Equipo                                | Puntos                   |                          |
| ------------------------ | ------------------------ | ------------------------------------- | ------------------------ | ------------------------ |
| 1.º                      | Nicolás Tivani           | Aviludo-Louletano-Loulé               | 130 pts                  |                          |
| 2.º                      | Artem Nych               | Anicolor/Tien 21                      | 66 pts                   |                          |
| 3.º                      | Francisco Campos         | AP Hotels & Resorts-Tavira-SC Farense | 65 pts                   |                          |
| 4.º                      | Pau Martí                | Israel Premier Tech Academy           | 64 pts                   |                          |
| 5.º                      | Brady Gilmore            | Israel Premier Tech Academy           | 61 pts                   |                          |
| 6.º                      | Hugo Nunes               | Rádio Popular-Paredes-Boavista        | 60 pts                   |                          |
| 7.º                      | Jesús David Peña         | AP Hotels & Resorts-Tavira-SC Farense | 57 pts                   |                          |
| 8.º                      | Santiago Mesa            | Efapel Cycling                        | 52 pts                   |                          |
| 9.º                      | Rotem Tene               | Israel Premier Tech Academy           | 40 pts                   |                          |
| 10.º                     | Caleb Classen            | Project Echelon Racing                | 37 pts                   |                          |

### Clasificación de la montaña
| Clasificación de la montaña | Clasificación de la montaña | Clasificación de la montaña      | Clasificación de la montaña | Clasificación de la montaña |
| Ciclista                    | Ciclista                    | Equipo                           | Puntos                      |                             |
| --------------------------- | --------------------------- | -------------------------------- | --------------------------- | --------------------------- |
| 1.º                         | Hugo Nunes                  | Rádio Popular-Paredes-Boavista   | 70 pts                      |                             |
| 2.º                         | Nicolás Tivani              | Aviludo-Louletano-Loulé          | 65 pts                      |                             |
| 3.º                         | Alexis Guérin               | Anicolor/Tien 21                 | 41 pts                      |                             |
| 4.º                         | Artem Nych                  | Anicolor/Tien 21                 | 41 pts                      |                             |
| 5.º                         | Gonçalo Leaça               | Credibom-LA Alumínios-Marcos Car | 40 pts                      |                             |

### Clasificación de los jóvenes
| Clasificación del mejor joven | Clasificación del mejor joven | Clasificación del mejor joven       | Clasificación del mejor joven | Clasificación del mejor joven |
| Ciclista                      | Ciclista                      | Equipo                              | Tiempo                        |                               |
| ----------------------------- | ----------------------------- | ----------------------------------- | ----------------------------- | ----------------------------- |
| 1.º                           | Lucas Lopes                   | Rádio Popular-Paredes-Boavista      | 2 min 18 s                    |                               |
| 2.º                           | Zac Marriage                  | Israel Premier Tech Academy         | + 23 s                        |                               |
| 3.º                           | Jack Makohon                  |                                     | + 15 min 22 s                 |                               |
| 4.º                           | Pau Martí                     | Israel Premier Tech Academy         | + 18 min 43 s                 |                               |
| 5.º                           | Jan Kino                      | Atom 6 Bikes-Decca Continental Team | + 41 min 19 s                 |                               |

### Clasificación por equipos
| Clasificación por equipos | Clasificación por equipos             | Clasificación por equipos | Clasificación por equipos |
| Equipo                    | Equipo                                | Tiempo                    |                           |
| ------------------------- | ------------------------------------- | ------------------------- | ------------------------- |
| 1.º                       | Anicolor/Tien 21                      | 115 h 00 min 00 s         |                           |
| 2.º                       | Efapel Cycling                        | + 13 min 40 s             |                           |
| 3.º                       | AP Hotels & Resorts-Tavira-SC Farense | + 19 min 42 s             |                           |
| 4.º                       | GI Group Holding-Simoldes-UDO         | + 20 min 57 s             |                           |
| 5.º                       | Credibom-LA Alumínios-Marcos Car      | + 26 min 42 s             |                           |

## Evolución de las clasificaciones
| Etapa                   |                         | Ganador _        | Clasificación general | Puntos         | Montaña        | Jóvenes         | Equipo _         |
| ----------------------- | ----------------------- | ---------------- | --------------------- | -------------- | -------------- | --------------- | ---------------- |
| Prólogo                 | contrarreloj individual | Rafael Reis      | Rafael Reis           | no otorgado    | no otorgado    | Jens Verbrugghe | Anicolor/Tien 21 |
| 1.ª etapa               | etapa de montaña        | Nicolás Tivani   | Rafael Reis           | Nicolás Tivani | Nicolás Tivani | Pau Martí       | Anicolor/Tien 21 |
| 2.ª etapa               | etapa escarpada         | Pau Martí        | Pau Martí             | Pau Martí      | Nicolás Tivani | Pau Martí       | Anicolor/Tien 21 |
| 3.ª etapa               | etapa escarpada         | Hugo Nunes       | Pau Martí             | Hugo Nunes     | Hugo Nunes     | Pau Martí       | Anicolor/Tien 21 |
| 4.ª etapa               | etapa de montaña        | Byron Munton     | Artem Nych            | Hugo Nunes     | Hugo Nunes     | Lucas Lopes     | Anicolor/Tien 21 |
| 5.ª etapa               | etapa de montaña        | Brady Gilmore    | Artem Nych            | Iúri Leitão    | Hugo Nunes     | Lucas Lopes     | Anicolor/Tien 21 |
| 6.ª etapa               | etapa escarpada         | Brady Gilmore    | Artem Nych            | Iúri Leitão    | Hugo Nunes     | Lucas Lopes     | Anicolor/Tien 21 |
| 7.ª etapa               | etapa de montaña        | Jonathan Caicedo | Artem Nych            | Iúri Leitão    | Hugo Nunes     | Lucas Lopes     | Anicolor/Tien 21 |
| 8.ª etapa               | etapa escarpada         | Rotem Tene       | Artem Nych            | Nicolás Tivani | Hugo Nunes     | Lucas Lopes     | Anicolor/Tien 21 |
| 9.ª etapa               | etapa de montaña        | Nicolás Tivani   | Artem Nych            | Nicolás Tivani | Hugo Nunes     | Lucas Lopes     | Anicolor/Tien 21 |
| 10.ª etapa              | contrarreloj individual | Rafael Reis      | Artem Nych            | Nicolás Tivani | Hugo Nunes     | Lucas Lopes     | Anicolor/Tien 21 |
| Clasificaciones finales | Clasificaciones finales |                  | Artem Nych            | Nicolás Tivani | Hugo Nunes     | Lucas Lopes     | Anicolor/Tien 21 |

## Ciclistas participantes y posiciones finales
Convenciones:
- AB-N: Abandono en la etapa "N"
- FLT-N: Retiro por llegada fuera del límite de tiempo en la etapa "N"
- NTS-N: No tomó la salida para la etapa "N"
- DES-N: Descalificado o expulsado en la etapa "N"